# Дверь без замка
«Дверь без замка» — советский художественный полнометражный чёрно-белый фильм, снятый Адольфом Бергункером на киностудии «Ленфильм» в 1973 году.
Премьера фильма в СССР состоялась 13 августа 1973 года.

## Сюжет
Сразу после свадьбы Пётр Сычёв получает назначение капитаном на туристский теплоход «Касимов». В первый рейс он отправляется вместе с молодой женой Дашей, желая познакомить её с матерью. Но мать обиделась на сына и невестку за то, что не позвали на свадьбу. И тогда Даша устроилась на дебаркадер — матросом, уборщицей и кассиром. Молодожёнам дают комнату, из-за которой и начались неприятности. Дело в том, что, вернувшись из очередного рейса, Пётр начинает подозревать жену.

## В ролях
- Жанна Прохоренко — Даша Сычёва, молодая жена капитана туристского теплохода
- Юрий Каморный — Пётр Сычёв, молодой капитан теплохода «Касимов»
- Любовь Соколова — мать Петра
- Алексей Крыченков — Митя, инспектор рыбоохраны
- Юрий Гончаров — Василий, рыбак
- Михаил Медведев — Ермолаич, начальник пристани
- Ирина Акулова — Настя, доярка, бывшая невеста Петра
- Людмила Гурченко — Анна Ивановна, официантка-буфетчица теплохода «Касимов»
- Герман Колушкин — Климов, помощник капитана
- Алексей Кожевников — Кравченко
- Николай Гаврилов — председатель колхоза
- Иосиф Конопацкий — Евгений Николаевич, отец Даши
- Елена Максимова — доярка
- Любовь Малиновская — женщина с земснаряда

## Съёмочная группа
- Автор сценария — Александр Борщаговский
- Режиссёр-постановщик — Адольф Бергункер
- Главный оператор — Виктор Карасёв
- Главный художник — Алексей Рудяков
- Композитор — Владислав Кладницкий
- Звукооператор — Элеонора Казанская